# Paweł Strąk
Paweł Strąk (* 24. März 1983 in Ostrowiec Świętokrzyski) ist ein ehemaliger polnischer Fußballspieler.

## Leben und Karriere
Strąk begann seine Karriere 1999 bei Hutnik Kraków, zuvor spielte er in den Jugendmannschaften von Alit Ożarów und Wisła Krakau. 2000 kehrte er zu Wisła zurück, wo er im ersten Jahr gleich Meister wurde. Nach nur einem Jahr in Krakau spielte er eine Saison bei Orlen Płock, danach kehrte er wiederum zu Wisła zurück und konnte zwei weitere Meistertitel feiern, sowie einen polnischen Pokal. 2004 wechselte er zu Zagłębie Lubin. Nach zwei Saisonen in Lubin ging Strąk zu GKS Bełchatów, von wo er nach Österreich zur SV Ried wechselte. Anfangs noch in der Stammelf, konnte sich der Pole bei den Oberösterreichern nicht durchsetzen und ging nach nur einer Herbstsaison in seine Heimat Polen zurück. Strąk unterschrieb bei Górnik Zabrze. Der Wechsel fand am 1. Januar 2009 statt. Für Górnik absolvierte er 13 Erstligaspiele und 31 Zweitligaspiele, in denen er drei Tore erzielte. Anfang 2012 wechselte er zum Zweitligisten Zawisza Bydgoszcz und beendete dort im Sommer 2015 seine Karriere.

## Erfolge
- Vize-Europameister mit der U-16-Nationalmannschaft (1999)
- 3 × polnischer Meister (2001, 2003, 2004)
- 2 × polnischer Pokalsieger (2003, 2014)
- 1 × polnischer Supercupsieger: (2014)